# 김상용 순절비
김상용 순절비(金尙容 殉節碑)은 인천광역시 강화군 강화읍에 있는, 조선 인조 때의 문신인 김상용 선생의 충의를 추모하고 기리기 위해 세워놓은 비이다. 1995년 11월 14일 인천광역시의 기념물 제35호로 지정되었다.

## 개요
조선 인조 때의 문신인 김상용 선생의 충의를 추모하고 기리기 위해 세워놓은 비이다.
선원 김상용(1561∼1637) 선생은 선조 23년(1590) 문과에 급제하여 판동녕부사, 병조·예조·이조의 판서, 유도대장, 우의정 등을 역임하였다. 병자호란이 일어나자 종묘를 모시고 빈궁과 원손을 수행하여 강화도로 피란했으나 성이 함락되자 성의 남문루에 있던 화약에 불을 지른 후 순절하였다. 이러한 그의 충절을 기리고자 비를 세웠으며, 선원면에 자리한 충렬사에 그의 위패를 모시었다.
비각 안에는 2기의 비가 나란히 자리하고 있는데, 하나는 정조 때 공의 7대손인 김매순이 세운 것이고, 다른 하나는 숙종 26년(1700) 선생의 종증손 김창집이 건립한 것으로, 1976년 지금의 자리로 비각을 옮기던 중 발견되었다.

## 현지 안내문
이 비는 조선 인조때 병자호란이 일어나자 종묘를 모시고 강화도에 피란했으나 청군이 이곳마저 함락하자 남문루 위에 화약을 쌓아놓고 불을 붙여 순국한 충의의 귀감인 선원 김상용선생의 위국충절을 후세에 전하기 위해 정조때 유수로 부임한 공의 7대손 김매순이 건립한 순절비이다.
명종 16년(1561)에 출생한 김상용 선생은 장령 김번의 증손이며, 병자호란 때 청국과의 화의를 극력 반대한 척화파 김상현의 형으로 자는 경택 호는 선원, 시호는 문충, 본관은 안동이다. 선조 23년(1590)에 문과에 급제한 이래 인조 10년(1632)에 우의정이 되고, 인조 15년(1637)에 순국하였는데 그 위패는 선원면에 위치한 충열사에 봉안하였다.
당초 순절비는 구 남문지에 있던 것을 1976년 강화중요국방유적복원정화사업의 일환으로 현 위치에 비각을 옮기던 중 숙종 26년(1700)에 당시 강화유수인 선생의 종증손 김창집이 세운 구비가 발견되어 신구비를 나란히 세웠다.

## 같이 보기
- 김상용
- 병자호란

## 참고 자료
- 김상용순절비 - 국가유산청 국가유산포털